# Joseph von Pözl
Joseph von Pözl, född den 5 november 1814 i Pechtnersreuth vid Waldsassen, död den 9 januari 1881 i München, var en tysk rättslärd och politiker. 
Pözl tog 1842 statsexamen, blev samma år juris doktor, 1843 privatdocent i Würzburg, 1845 extraordinarie professor där, 1847 ordinarie professor i München. Praktisk, positiv och noggrann inaugurerade Pözl en ny era i den vetenskapliga behandlingen av Bayerns statsrätt. Hans Lehrbuch des bayerischen Verfassungsrechts (1851, 5:e upplagan 1877) och Lehrbuch des bayerischen Verwaltungsrechts (1856, 5:e upplagan 1871, med supplement 1874) är utarbetade efter strängt juridisk metod utan politiska bihänsyn. 
Efter C.F. von Dollmanns död 1867 övertog Pözl redaktionen av den av denne utgivna samlingen Die Gesetzgebung des Königreiches Bayern seit Maximilian II; särskilt anseende vann Pözls utgåva av Die bayerischen Wassergesetze vom 28. Mai 1852 (1859, 3:e upplagan 1880) och Das Gesetz der Grundentlastung betr. vom 28. April 1872 (1873). 
Tillsammans med Ludwig Arndts och J.C. Bluntschli grundade Pözl 1853 Kritische Überschau, varifrån 1859 Kritische Vierteljahrsschrift für Gesetzgebung und Rechtswissenschaft utgick; till denna tidskrift lämnades en rad bidrag av Pözl, som i övrigt inte var någon speciellt produktiv författare. 
Som politiker spelade Pözl en viktig roll i Bayern. 1848 blev han medlem av nationalförsamlingen i Frankfurt, 1858—69 var han medlem av den bayerska andra kammaren, där han 1863 blev andrepresident och  1865 förstepresident. 1872 blev han riksråd i första kammaren.